# Marakallen
Marakallen este o arie protejată (arie specială de conservare — SAC, sit de importanță comunitară — SCI) din Suedia întinsă pe o suprafață de 5.983,5 ha, integral marine.

## Localizare
Centrul sitului Marakallen este situat la coordonatele 65°15′19″N 22°34′34″E / 65.2554°N 22.5761°E.

## Înființare
Situl Marakallen a fost declarat sit de importanță comunitară în iulie 2008 pentru a proteja 1 specie de animale. Situl a fost protejat și ca arie specială de conservare în decembrie 2017.

## Biodiversitate
Situată în ecoregiunile boreală și marină baltică, aria protejată conține 2 habitate naturale: Recifuri, Bancuri de nisip acoperite în permanență slab de apă marină.
La baza desemnării sitului se află o specie protejată de  mamifere: Halichoerus grypus.